# Henri Deutsch de la Meurthe

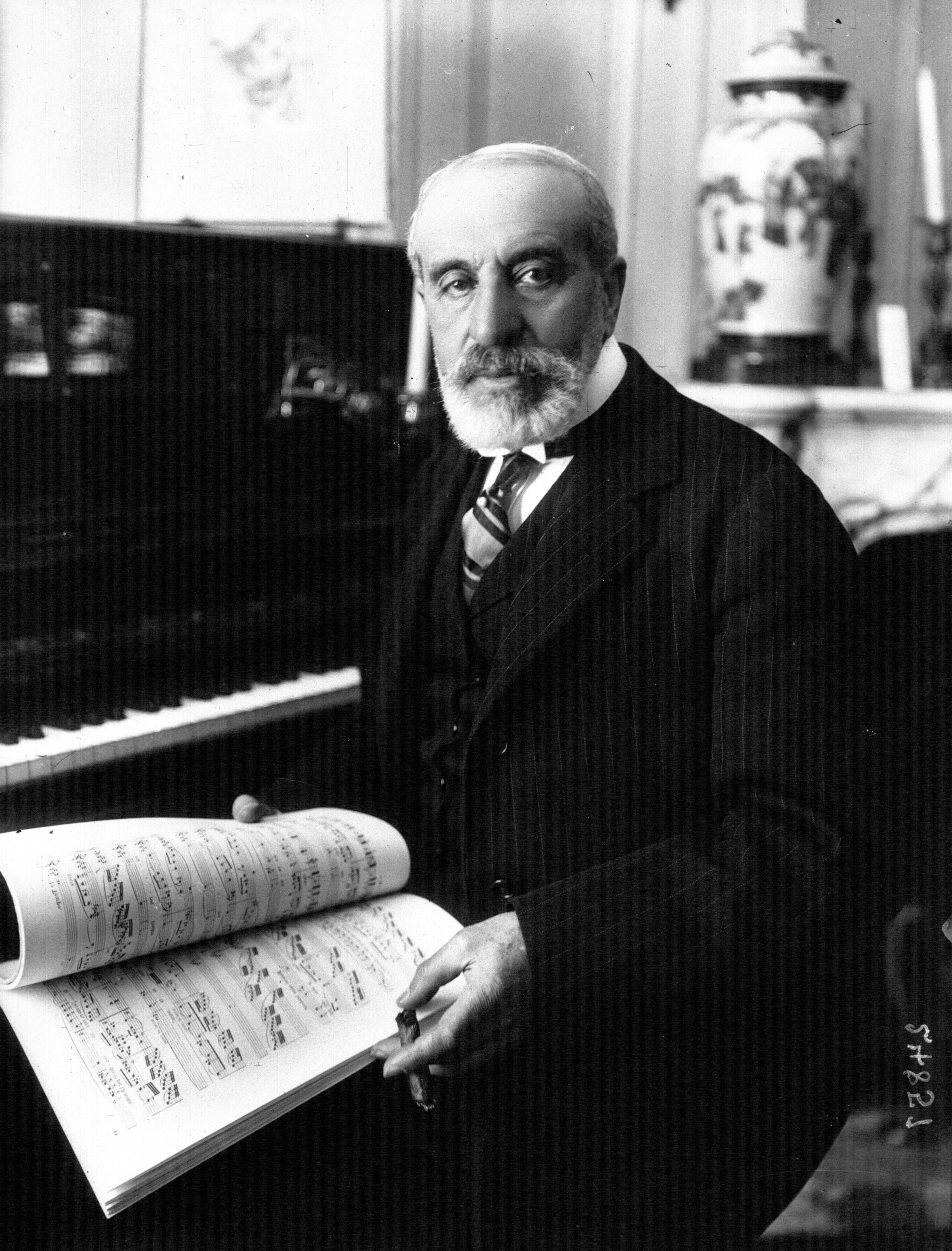
Henri Deutsch de la Meurthe
(1912), BnF

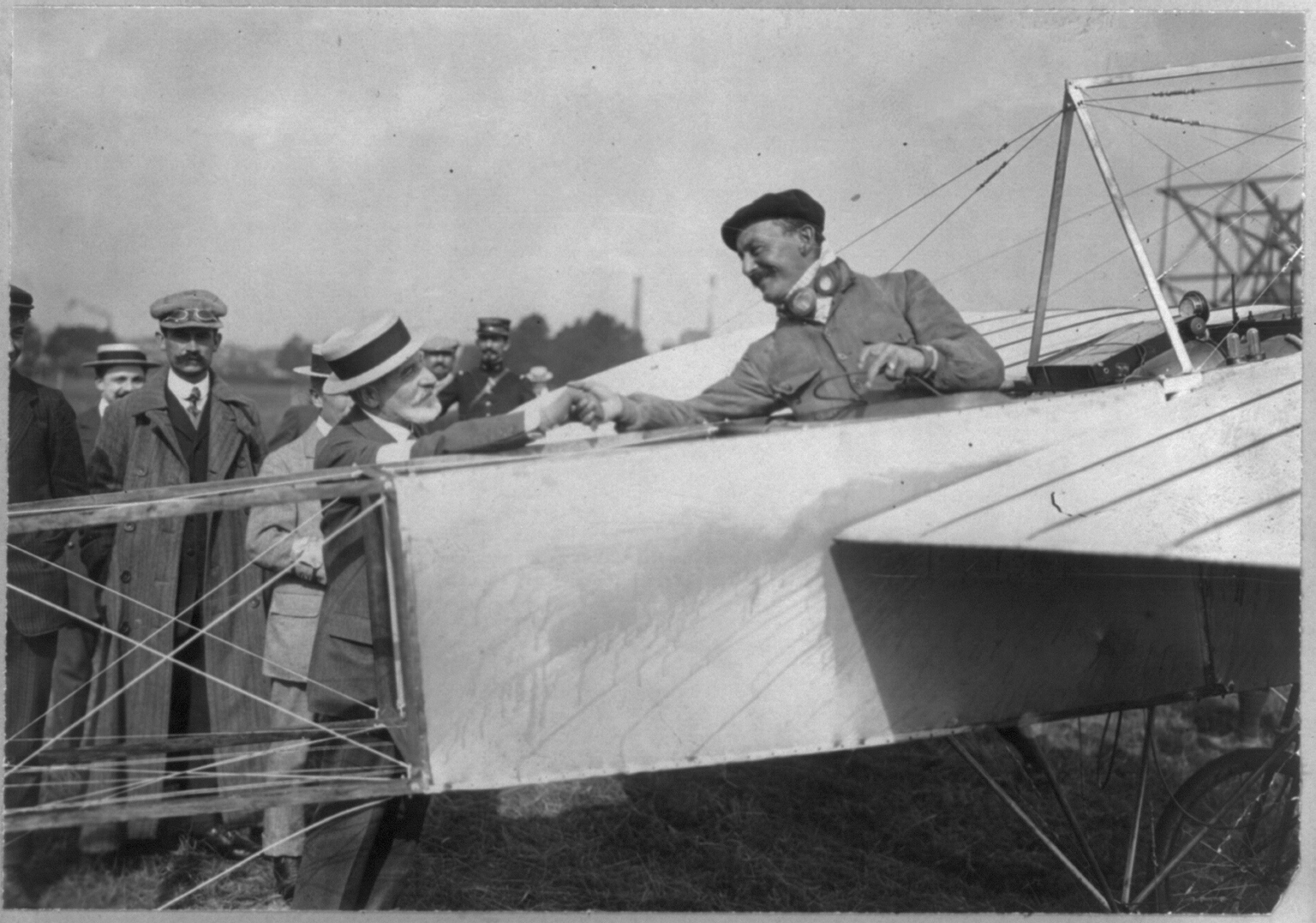
Deutsch feliciteert de Franse luchtvaartpionier Alfred Leblanc

Henri Deutsch de la Meurthe (La Villette (Seine), 25 september 1846 – Ecquevilly, 24 november 1919) was een Frans industrieel en promotor van de luchtvaart.
Zijn vader Alexander Deutsch richtte in 1845 een bedrijf op voor de verwerking en handel in plantaardige olie. In 1859 kwam vanuit de Verenigde Staten veel aardolie en olieproducten naar Europa. Deutsch zag mogelijkheden en in 1877 betrok hij zijn beide zonen, Henri en Emile, in het bedrijf. Zij kochten een raffinaderij in Rouen in 1881 en twee jaar later een tweede raffinaderij in de Gironde. In 1889 ging het bedrijf nauwer samenwerken met de bankiersfamilie Rothschild en samen bouwden ze een raffinaderij in Spanje. Rond deze tijd voegde Alexander de la Meurthe toe aan de familienaam.
Het bedrijf profiteerde van het Franse overheidsbeleid de eigen raffinage-industrie te willen beschermen. In 1870 voerde het land een laag importtarief in voor ruwe olie en een hoog tarief voor de invoer van geraffineerde producten. In 1881 vormden de grootste raffinadeurs een kartel dat geleid werd door Deutsche de la Meurthe. In 1901 kwam een voorstel van de Franse socialisten om het kartel te nationaliseren, maar dit werd niet aangenomen. Tijdens de Eerste Wereldoorlog kwam het kartel in moeilijkheden; Frankrijk eiste olie voor het leger maar betaalde de rekeningen niet. De inkoop werd wel contant afgerekend en het kartel kwam in geldnood en dit leidde tot een tweede voorstel tot nationalisatie die wel werd aangenomen.
Deutsch zag veel mogelijkheden om olieproducten als brandstof voor de nieuwe verbrandingsmotoren te gebruiken. Hij maakte veel promotie voor de ontwikkeling en productie van de automobiel en raakte ook geïnteresseerd in de luchtvaart. Samen met andere industriëlen richtte hij de Aéro-Club de France op om de luchtvaart te ondersteunen. Hij stelde onder andere prijzen beschikbaar, zoals de Coupe Deutsch de la Meurthe, voor vliegtuigbouwers en piloten om de ontwikkeling te versnellen. 
Hij gaf financiële steun aan Lazare Weiller die diverse patenten van de Gebroeders Wright had gekocht. In 1908 organiseerde hij een demonstratie in Le Mans waar Wilbur Wright zelf vloog. Een jaar later gaf hij eenmalig 500.000 Franse frank en jaarlijks 15.000 frank aan de Universiteit van Parijs voor het oprichten en behouden van een Institute Aérotechnique. In 1908 kocht hij Société Astra des Constructions Aéronautiques, een fabrikant van luchtballonnen en luchtschepen.
Deutsch steunde de ontwikkeling van de luchtvaart, maar hij maakte pas in mei 1911 zijn eerste vlucht. Op 21 mei 1911 raakte hij gewond toen een vliegtuig neerstortte op het publiek bij de start van de vliegrace Parijs-Madrid. Hierbij kwam de Franse minister van Oorlog Maurice Berteaux om het leven.
Op 20 november 1912 kreeg hij de hoogste en belangrijkste Franse nationale onderscheiding, de Nationale orde van het Legioen van Eer. In 1921 fuseerde Société Astra met Nieuport, een vliegtuigfabrikant die hij omstreeks 1911  in handen had gekregen.